# Horn-Linie
Die Horn-Linie war eine deutsche Reederei mit Sitz in Hamburg. Sie war bis zur vollständigen Auflösung 2009 vor allem in der Fracht- und Kühlschifffahrt tätig und bot auch Frachtschiffreisen für Passagiere an.

## Geschichte
Heinrich Christian Horn, ein Kohlenhändler, gründete 1879 mit dem Kauf von drei Schiffen die Firma in Schleswig und betrieb damit Nord- und Ostseehandel. 1906 war die Frachtschiffsreederei mit 21 Schiffen bereits eine der größten in Deutschland. Nach hohen Verlusten durch den Ersten Weltkrieg konnte 1920 ein Liniendienst in die Karibik eröffnet werden.
1933 erwarb Erich Müller-Stinnes Anteile an der in erheblichen Schwierigkeiten befindlichen Reederei und half ihr damit aus der Krise. 1934 gründeten er und Heinz Horn, der Sohn des Firmengründers, die Westindische Schiffahrtskontor GmbH, die Anteilseigner aller Schiffe der Horn-Linie wurde.

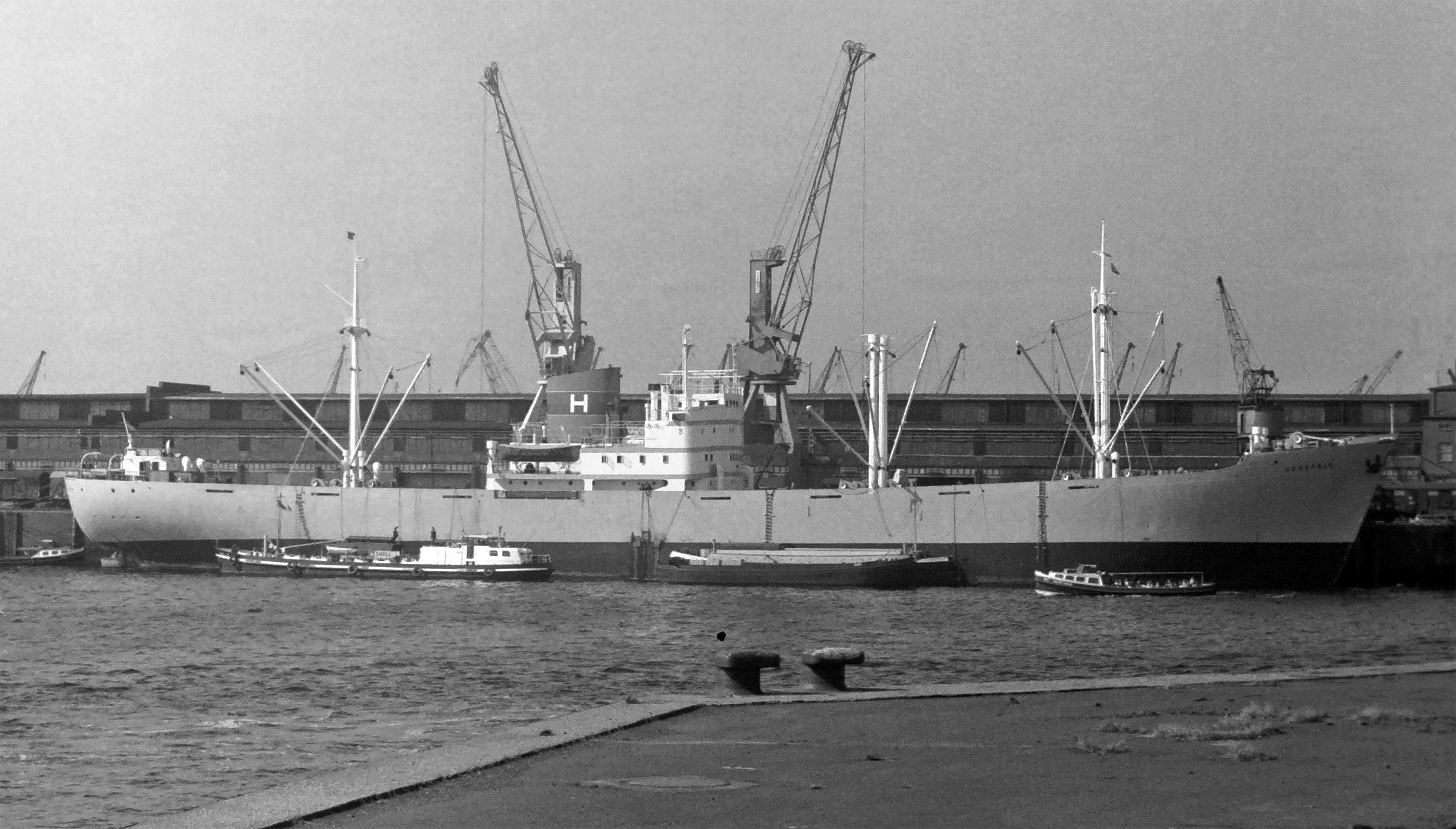
Die 1951 gebaute Hornfels

Nach dem Zweiten Weltkrieg und dem Verlust fast aller Schiffe und des Verwaltungsgebäudes erwarb Müller-Stinnes im August 1949 alle Anteile Heinz Horns und führte die Westindische Schiffahrtskontor GmbH als Seehafenagentur weiter. 1951 benannte er sie in Horn-Linie oHG um.
Müller-Stinnes wurde auch Generalvertreter der französischen Reederei CGT. Heinz Horn gründet hingegen 1956 die bis 1969 im Kühlfrachtgeschäft bestehende Reederei H. C. Horn.

### Kühlschiffe

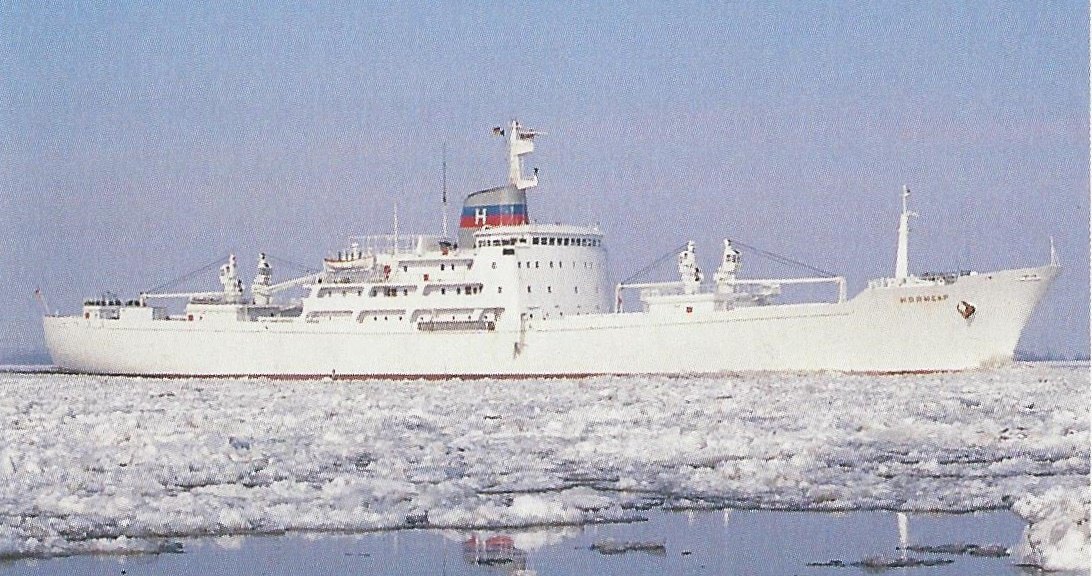
Horncap vor Grünendeich

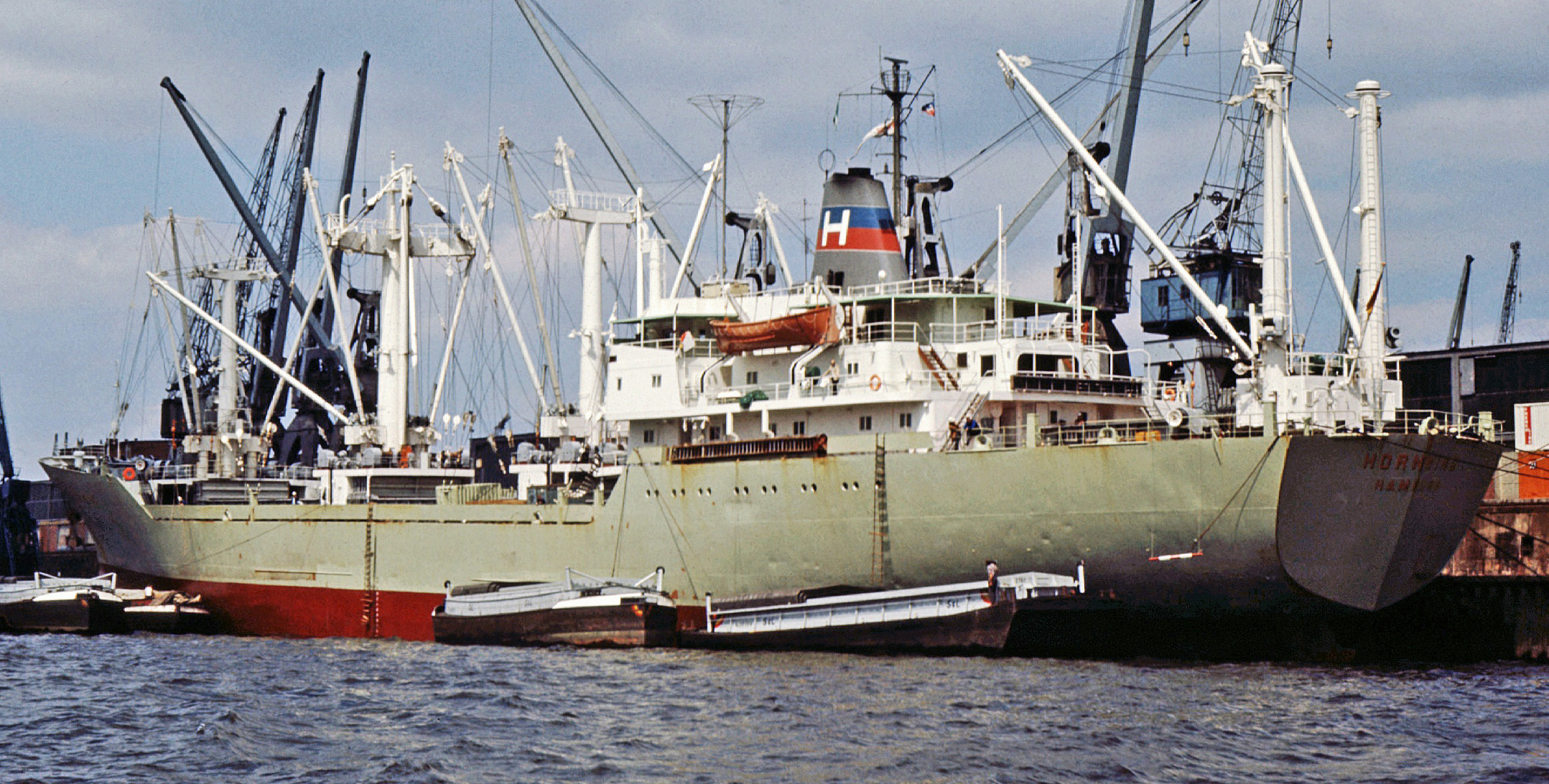
Hornwind 1975 in Hamburg

1951 lief die Hornfels vom Stapel. 1955 wurden mit der Hornbay und Horncap die ersten Kühlschiffe für die Horn-Linie von der Deutschen Werft geliefert. 1959 folgten mit der Hornkoog und 1960 mit der Horndeich weitere neue Kühlschiffe von dieser Werft in Hamburg-Finkenwerder. Weitere Schiffe waren die Hornbaltic, Hornbelt, Hornberg, Horndeich, Horngolf, Hornkliff, Hornkoog, Hornland, Hornmeer, Hornsee, Hornstern, Hornsund und Hornwind. Einige Namen wurden im Laufe der Zeit mehrfach vergeben.

### Eigentümer
Müller-Stinnes, der 1963 ohne Nachkommen verstarb, verkaufte die Gesellschaft 1962 zu je 50 % an die Hamburg-Amerikanische Packetfahrt-Actien-Gesellschaft und die Compagnie Générale Transatlantique (CGT). 1978 verkaufte die zu Hapag-Lloyd vereinigte HAPAG ihre Anteile an die Compagnie Générale Maritime (CGM).
Anfang der 1990er Jahre übernahm der amerikanische Frucht- und Lebensmittelkonzern Del Monte Foods Anteile des Unternehmens und im Jahre 1997 wurde die Horn-Linie vollständig in die Fresh Del Monte Produce in Coral Gables (Florida) eingegliedert. Die zuletzt in der City Süd (Hammerbrookstraße 47 a) ansässige Reederei wurde 2009 vollständig liquidiert. Del Monte betreibt unter der dortigen Network Shipping Ltd. weiterhin Kühl- bzw. Kühlcontainerschiffe (16 eigene und 16 gecharterte).

### Routen
Zum Liniendienst gehörte der Caribbean Service (Antwerpen/Puerto Limón). Die letzte Fahrt ab Hamburg startete am 3. Dezember 2007. Die Linie Cameroon Express (Hamburg/Douala) wurde bereits Ende November 2006 eingestellt.

### Flotte
Die letzten Schiffe liefen zumeist nicht unter deutscher, sondern unter sogenannten Billigflaggen.
| Jahr | Name              | Vermessung | Flagge           | Geschwindigkeit | Länge    | Breite  |
| ---- | ----------------- | ---------- | ---------------- | --------------- | -------- | ------- |
| 1978 | Hornsund          | 12.887 BRZ | Monrovia/Liberia | 20 Knoten       | 153,50 m | 23 m    |
| 1980 | Segovia Carrier   | 17.439 BRZ | Nassau/Bahamas   | 21 Knoten       | 169 m    | 25,70 m |
| 1980 | Algeciras Carrier | 17.439 BRZ | Nassau/Bahamas   | 21 Knoten       | 169 m    | 25,70 m |
| 1990 | Hornbay           | 12.887 BRZ | Monrovia/Liberia | 20 Knoten       | 153,50 m | 23 m    |
| 1991 | Horncap           | 12.887 BRZ | Monrovia/Liberia | 20 Knoten       | 153,50 m | 23 m    |
| 1992 | Horncliff         | 12.887 BRZ | Monrovia/Liberia | 20 Knoten       | 153,50 m | 23 m    |